# Los Angeles Register
Los Angeles Register – amerykański dziennik z informacjami lokalnymi, dostępny wyłącznie w Los Angeles.